# Pain Reliever
A Pain Reliever című kislemez az amerikai Sister Sledge 2. kimásolt kislemeze a Circle Of Love című 1975-ben megjelent debütáló albumról. A dal az amerikai Billboard Hot Dance Club kislemezlista 7. helyéig jutott.[forrás?]

## Számlista
7" kislemez - Limited Edition
 Japán (Atlantic P-1382A)
1. "Pain Reliever" - 3:30
2. "Cross My Heart" - 3:22

## Slágerlistás helyezések
| Slágerlista (1975)                                | Legmagasabb helyezés |
| ------------------------------------------------- | -------------------- |
| Egyesült Államok · Billboard Hot Dance Club Songs | 7                    |

## Külső hivatkozások
- A Circle Of Love album a discogs oldalán[2]
- A dal az Amazon.com oldalon[3]
- Az album az iTunes zeneáruházban[4]
- Hallgasd meg a dalt[5]